# Zemen (gmina)
Zemen (bułg. Община Земен)  − gmina w zachodniej Bułgarii, w obwodzie Pernik.

## Miejscowości
Miejscowości wchodzące w skład gminy Zemen:
- Berende (bułg.: Беренде),
- Błatesznica (bułg.: Блатешница),
- Diwla (bułg.: Дивля),
- Dołna Wrabcza (bułg.: Долна Врабча),
- Ełowdoł (bułg.: Еловдол),
- Gabrowdoł (bułg.: Габровдол),
- Gorna Głogowica (bułg.: Горна Глоговица),
- Gorna Wrabcza (bułg.: Горна Врабча),
- Kałotinci (bułg.: Калотинци),
- Mureno (bułg.: Мурено),
- Odranica (bułg.: Одраница),
- Padine (bułg.: Падине),
- Pesztera (bułg.: Пещера),
- Rajanci (bułg.: Раянци),
- Smirow doł (bułg.: Смиров дол),
- Wranja stena (bułg.: Враня стена),
- Zemen (bułg.: Земен) – siedziba gminy,
- Żablano (bułg.: Жабляно).